# Château de Hirosaki
Le château de Hirosaki (弘前城, Hirosaki-jō), parfois nommé château de Takaoka (鷹岡城, 高岡城, Takaoka-jō), est un château japonais situé à Hirosaki dans la préfecture d'Aomori. Construit en 1611, il était le siège du clan Tsugaru, tozama daimyos du domaine de Hirosaki dans l’ancienne province de Mutsu. C’est un château de type hirayamashiro (平山城), c’est-à-dire édifié sur une basse colline ou un plateau. Il compte parmi les douze derniers châteaux authentiques du Japon. 

## Historique
C’est durant l’époque Sengoku qu’Ōura Tamenobu, ancien vassal du clan Nanbu reçu un domaine de 45 000 koku de la part d’Toyotomi Hideyoshi, grâce à son rôle lors du siège d'Odawara en 1590. Il prit à ce moment-là le nom de Tsugaru. Lors de la fameuse bataille de Sekigahara, il se range aux côtés du futur vainqueur Tokugawa Ieyasu, qui le confirme comme daimyo du domaine de Hirosaki et augmente ses revenus à 47 000 koku.
En 1603, il ébaucha les projets de construction d’un château à Hirosaki, mais meurt l’année suivante à Kyōto. La construction fut dirigée par son successeur, Tsugaru Nobuhira, entre 1609 et 1611. Les châteaux de Horikoshi et Ōura furent en partie démontés pour accélérer la construction, en récupérant structures et matériaux. Cependant, en 1627, le donjon principal de six étages fut détruit par l’explosion des réserves de poudre, en raison d’un incendie provoqué par la foudre. Il ne fut reconstruit qu’en 1810 par Tsugaru Yasuchika (9e daimyo), et avec seulement trois étages.
Après la restauration de Meiji, le château échut aux mains du gouvernement impérial et un détachement de l’armée impériale japonaise occupa les lieux dès 1871. En 1873, le palais intérieur, l’école d’arts martiaux et la majeure partie des murailles furent abattus. En 1894, le clan Tsugaru céda également au gouvernement les dépendances du château pour y créer un parc public. En 1898, la 8e division de l’armée établit une armurerie dans la troisième cour. Un incendie avait ravagé deux tours en 1606 et, en 1609, la statue en bronze de quatre mètres de haut représentant Tsugaru Tamenobu fut érigée à proximité du donjon. En 1937, les huit structures restantes du château furent reconnues trésors nationaux du Japon. Néanmoins, tous les ouvrages en bronze furent pillés pour soutenir l’effort de guerre durant la Seconde Guerre mondiale, y compris les tuiles et les décorations.
En 1950, le site fut reconnu bien culturel important, puis fut nommé site historique en 1952. Après rénovation en 1953, la porte Est de la troisième cour fut également protégée. Des fouilles archéologiques en 1999 et 2000 mirent en lumière les fondations de l’ancien palais ainsi que d’un sanctuaire shinto. De nos jours, le château abrite un petit musée historique.

## Architecture et jardins
Le château de Hirosaki est disposé selon un axe nord-sud sur un plateau en contrebas du mont Kudoji, avec une superficie de 947 sur 612 m. Il est cerné de six cours concentriques strictement séparées par des remparts et des douves. Fait remarquable, il est resté en grande partie intact depuis sa construction, y compris son donjon de l’époque d'Edo. Ryōtarō Shiba estime dans son Kaidō wo yuku qu’il s’agit d’un des sept châteaux les plus fameux du Japon.
Le donjon actuel, datant donc de 1811, mesure 14,4 m de haut pour trois étages, soit l’un des plus petits du Japon. De plus, il ne s’élève pas sur les fondations en pierre du premier donjon, mais à la place d’une tour au coin de la première cour intérieure. Les revenus limités du domaine à la fin de cette période expliquent d’une part cette taille modeste, mais ce choix d’architecture et de position révèle également la volonté de respecter les exigences du shogunat Tokugawa, qui interdisait les châteaux trop imposants. Avant 1896, une petite dépendance était accolée au donjon. Trois tours (yagura) entourant le donjon s’élèvent toujours de nos jours dans la seconde cour intérieure (Ninomaru tatsumi yagura, Ninomaru hitsujisaru yagura et Ninomaru ushitora yagura), de même que cinq portes entre les deuxièmes et troisièmes cours (portes Sannomaru ōtemon, Sannomaru est, Ninomaru sud, Ninomaru est, Kitanokuruwa nord). 
Le château est ceint par le parc de Hirosaki, célèbre pour ses cerisiers du Japon (sakura). On en compte environ 2 600 plantés dès 1903, qui attirent chaque année plus d’un million de visiteurs à l’occasion du festival des cerisiers (sakura matsuri), quand ces derniers sont en fleurs (c’est-à-dire durant la Golden Week entre fin avril et début mai).

## Images

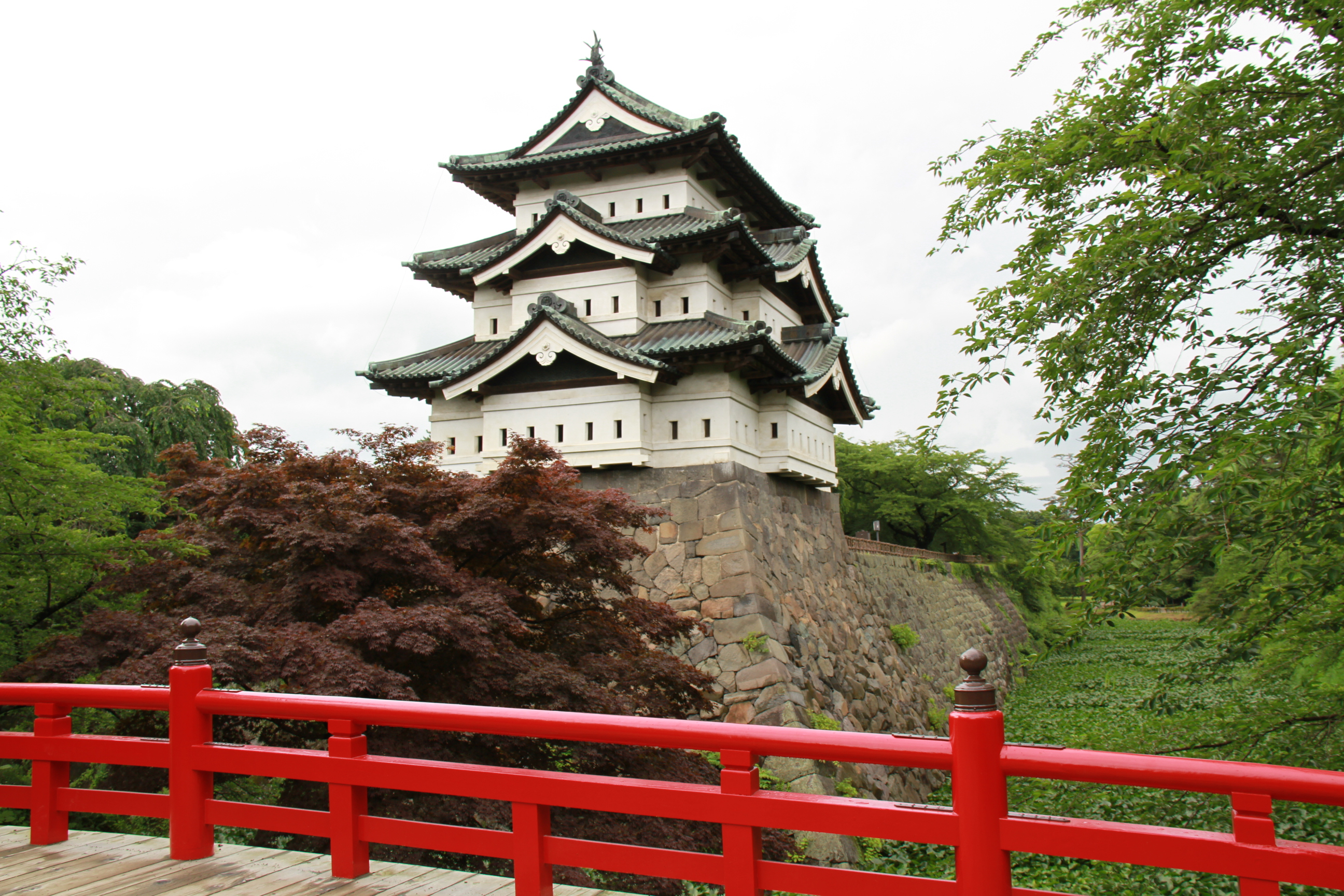
Donjon.
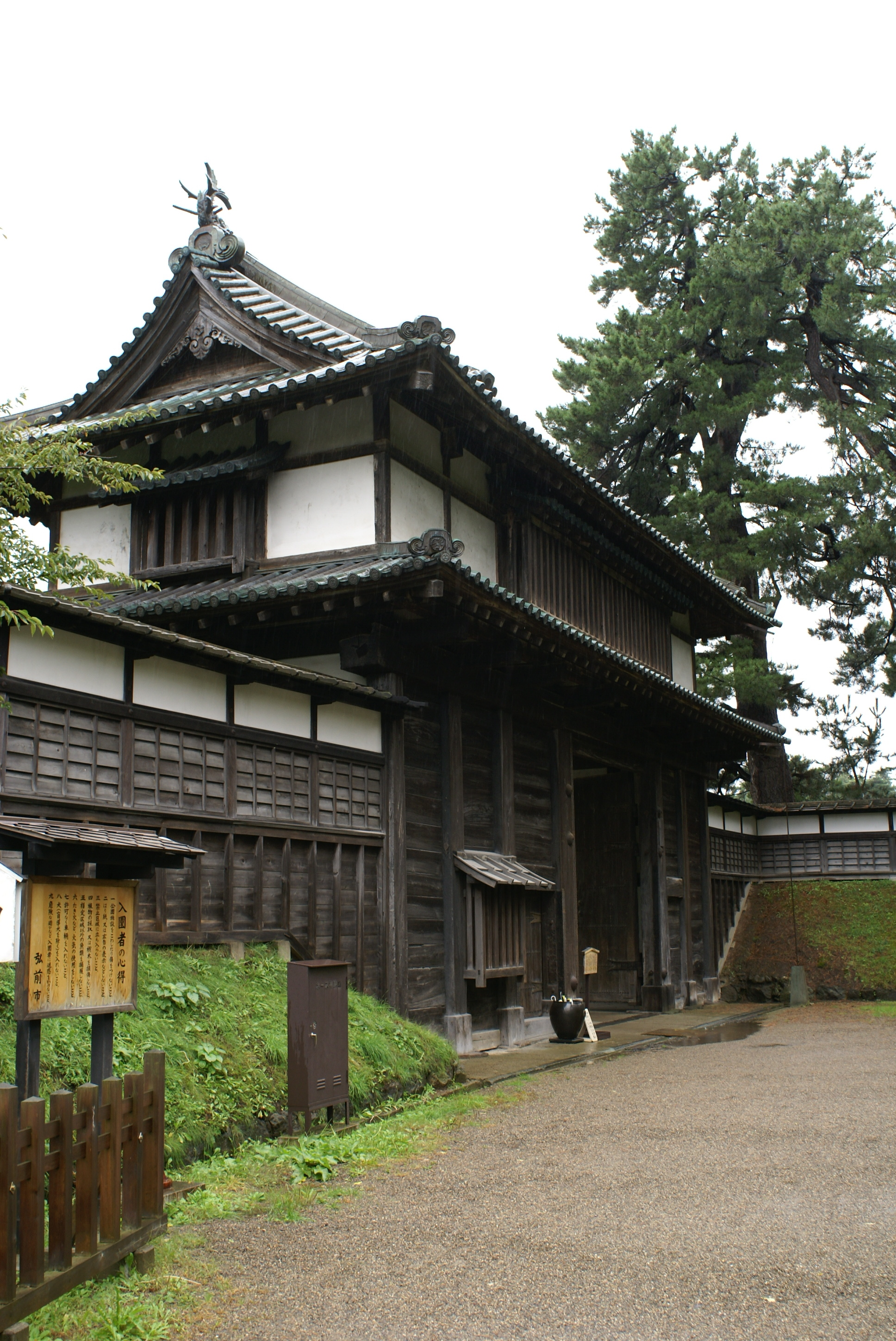
Porte Kitanokuruwa nord.
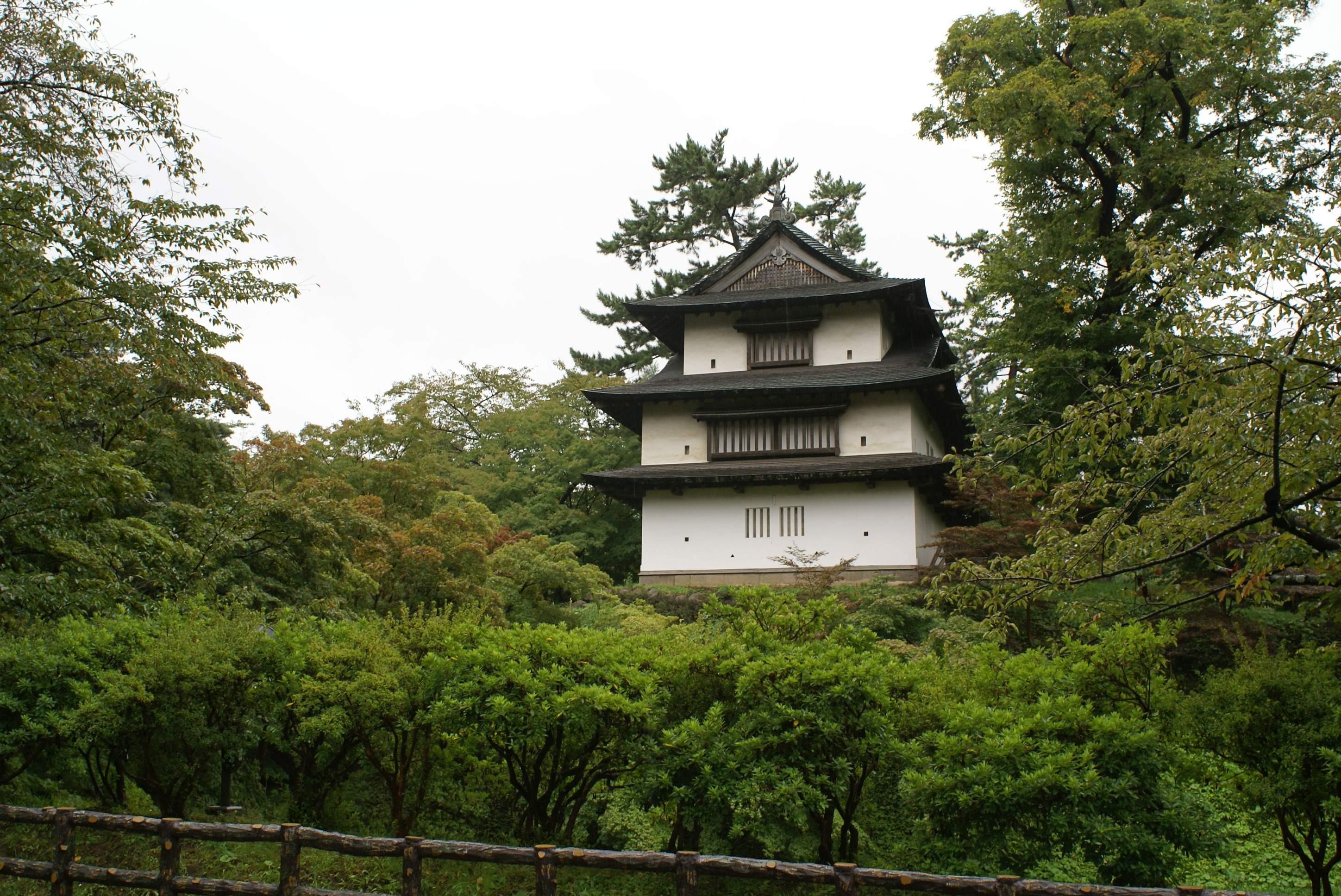
Tour Ninomaru tatsumi.